# Emphytoecia dimidiata
Emphytoecia dimidiata là một loài bọ cánh cứng trong họ Cerambycidae.